# الحزب التقدمي في ساحل العاج
الحزب التقدمي في ساحل العاج (بالفرنسية: Parti Progressiste de Côte d'Ivoire)‏ كان حزبًا سياسيًا مؤيدًا لفرنسا في ساحل العاج.

## التاريخ
تأسس الحزب في عام 1946 خلفًا للجنة العمل الوطني لساحل العاج،  ودعم كوامه بنزيم في انتخابات الجمعية الوطنية الفرنسية في عام 1945. كان القادة الرئيسيون للحزب هم كاكو أولو وجوزيف كوفي وجوليان يعقوبي وإيتي آرثر. 
في عام 1951، اندمج الحزب مع وفاق مستقلي كوت ديفوار لتشكيل حزب الاتحاد الفرنسي لكوت ديفوار.